# Woodcrest (hardware)
Woodcrest era il nome in codice dell'evoluzione del processore Intel Xeon DP (per sistemi biprocessore) basato su core Dempsey, e continuava a far parte della piattaforma Bensley introdotta con il predecessore. Le nuove CPU si differenziavano da quelle Dempsey per il processor number della serie 51xx, mentre per gli Xeon Dempsey erano identificate dalla serie 50xx.
L'arrivo sui mercati venne anticipato al 26 giugno 2006, sebbene inizialmente fosse previsto per il terzo trimestre o addirittura l'inizio del 2007. Con questo anticipo, Intel dichiarò inoltre che entro la fine del 2006 il 75% delle linee fino a quel momento impiegate per la realizzazione di Xeon DP, sarebbero state in grado di produrre Woodcrest.

## Caratteristiche tecniche

### Processo produttivo
Woodcrest era anch'esso un processore dual core a 65 nm costruito però secondo un approccio a Die Monolitico (a differenza di quello a Die Doppio del proprio predecessore Dempsey) ma la caratteristica fondamentale che ne causava anche la riduzione del consumo totale era costituita dal fatto che Woodcrest segnava una svolta nelle CPU Xeon, infatti non poggiava più le sue basi sull'architettura NetBurst che era nata con il Pentium 4 ed era stata poi alla base di tutti i progetti successivi del settore desktop e di quello server degli Xeon, ma sull'evoluzione di quella del Pentium M, chiamata Intel Core Microarchitecture, al pari dei contemporanei processori Merom (per i portatili) e Conroe (per i desktop), che sostituì NetBurst in tutti i settori di mercato. Grazie a questa innovazione, il consumo massimo si assestò sugli 80 W per la versione top di gamma e a 65 W per quelle inferiori.
Questo approccio era iniziato in parte già nei primi mesi del 2006 con Sossaman una variante di Xeon DP, sul mercato parallelamente a Dempsey, basata sul design del Core Duo Yonah ma pensata specificatamente per i server ultra compatti che necessitavano di componenti a basso consumo; con Woodcrest invece, questa architettura ha progressivamente preso piede in tutti i tipi di server basati su Xeon. Facendo riferimento all'architettura NetBurst dello Xeon DP Nocona e utilizzata poi anche per Irwindale e Dempsey, Intel era arrivata con Woodcrest a triplicare l'efficienza, e quindi le prestazioni, a parità di Watt dissipati; in altre parole si aveva un processore che consumava meno e offriva prestazioni nettamente più elevate. Secondo i dati forniti da Intel gli Xeon basati su Woodcrest erano fino al 125% più veloci di quelli basati su Irwindale e Dempsey, e fino al 60% rispetto agli Opteron di AMD.
Inoltre il processo produttivo a Die Monolitico consentiva di avere una cache L2 unificata tra i 2 core di 4 MB, esattamente come avveniva in Yonah (dove la cache era però di 2 MB), Merom e Conroe. Il numero di transistor era di circa 291 milioni per una superficie totale di 143 mm².
Per quanto riguardava il socket, esso rimase il 771 con BUS indipendente per ciascun socket. Si trattava di caratteristiche, insieme al supporto per la memoria RAM FB-DIMM, che Intel aveva già introdotto con il processore Dempsey, e più precisamente con il chipset Blackford che, per supportare ufficialmente anche la nuova CPU con BUS a 1333 MHz, subì a sua volta una revisione.

#### Sfruttamento della cache L2
Nei processori dual core e multi core si pone il problema di come sfruttare la grande dotazione di cache L2 e come gestirne l'accesso da parte dei vari core. I diversi approcci di costruzione cui si è accennato poco sopra, comportano pro e contro relativamente ai metodi di fruizione di questa preziosa memoria aggiuntiva. Buona parte di questi aspetti è evidenziata nella voce Architettura dual core#Architettura della cache condivisa, in cui si fa riferimento anche ad altri processori che sfruttano i differenti approcci.

### Tecnologie implementate
Woodcrest includeva tutte le tecnologie già implementate nei suoi predecessori, e in Dempsey soprattutto. Tra queste vi erano le istruzioni MMX, SSE, SSE2, SSE3 (qui in versione ottimizzata e migliorata), oltre a EM64T per l'elaborazione di codice a 64 bit, la tecnologia di protezione XD-bit e quella per il risparmio energetico SpeedStep; a queste vennero abbinate anche le recenti Vanderpool (per la virtualizzazione), Intel Active Management Technology e I/O Accelerator Technology. Non venne invece implementata la tecnologia Hyper-Threading presente da anni nei processori Intel sia desktop che server, ma che non offriva miglioramenti di prestazioni apprezzabili nei processori dual core basati sulla nuova architettura, uniti al contemporaneo parco software.

## Prezzi al momento del lancio
Di seguito sono riportati i prezzi dei primi modelli arrivati sul mercato:
- Xeon DP 5160 - 850 $
- Xeon DP 5150 - 700 $
- Xeon DP 5140 - 450 $
- Xeon DP 5130 - 320 $
- Xeon DP 5120 - 255 $
- Xeon DP 5110 - 210 $

Doveva arrivare nel terzo trimestre 2006, ma successivamente Intel decise di introdurla parallelamente ai modelli sopracitati:
- Xeon DP 5148 - 520 $

Si trattava di una particolare versione di Woodcrest che pur avendo le stesse caratteristiche del modello 5140, consumava solo 40 W e veniva indirizzata ai server a basso consumo, per sostituire in questo settore il processore Sossaman.
A fine 2006 arrivarono anche due versioni LV (Low Voltage) a voltaggio ridotto:
- Xeon DP LV 5138 - 617 $
- Xeon DP LV 5128 - 412 $

## Modelli arrivati sul mercato
La tabella seguente mostra i modelli di Xeon, basati su core Woodcrest, arrivati sul mercato. Molti di questi condividono caratteristiche comuni pur essendo basati su diversi core; per questo motivo, allo scopo di rendere maggiormente evidente tali affinità e "alleggerire" la visualizzazione alcune colonne mostrano un valore comune a più righe. Di seguito anche una legenda dei termini (alcuni abbreviati) usati per l'intestazione delle colonne:
- Nome Commerciale: si intende il nome con cui è stato immesso in commercio quel particolare esemplare.
- Data: si intende la data di immissione sul mercato di quel particolare esemplare.
- N°Core: si intende il numero di core montati sul package: 1 se "single core" o 2 se "dual core".
- Socket: lo zoccolo della scheda madre in cui viene inserito il processore. In questo caso il numero rappresenta oltre al nome anche il numero dei pin di contatto.
- Clock: la frequenza di funzionamento del processore.
- Molt.: sta per "Moltiplicatore" ovvero il fattore di moltiplicazione per il quale bisogna moltiplicare la frequenza di bus per ottenere la frequenza del processore.
- Pr.Prod.: sta per "Processo produttivo" e indica tipicamente la dimensione dei gate dei transistor (180 nm, 130 nm, 90 nm) e il numero di transistor integrati nel processore espresso in milioni.
- Voltag.: sta per "Voltaggio" e indica la tensione di alimentazione del processore.
- Watt: si intende il consumo massimo di quel particolare esemplare.
- Bus: frequenza del bus di sistema.
- Cache: dimensione delle cache di 1º e 2º livello.
- XD: sta per "XD-bit" e indica l'implementazione della tecnologia di sicurezza che evita l'esecuzione di codice malevolo sul computer.
- 64: sta per "EM64T" e indica l'implementazione della tecnologia a 64 bit di Intel.
- HT: sta per "Hyper-Threading" e indica l'implementazione della esclusiva tecnologia Intel che consente al sistema operativo di vedere 2 core logici.
- ST: sta per "SpeedStep Technology" ovvero la tecnologia di risparmio energetico sviluppata da Intel e inserita negli ultimi Pentium 4 Prescott serie 6xx per contenere il consumo massimo.
- VT: sta per "Vanderpool Technology", la tecnologia di virtualizzazione che rende possibile l'esecuzione simultanea di più sistemi operativi differenti contemporaneamente.

| Nome Commerciale | Data        | Socket | N°Core | Clock    | Molt. | Pr.Prod.       | Voltag. | Watt | Bus      | Cache            | XD | 64 | HT | ST | VT |
| ---------------- | ----------- | ------ | ------ | -------- | ----- | -------------- | ------- | ---- | -------- | ---------------- | -- | -- | -- | -- | -- |
| Xeon DP 5110     | 26/giu/2006 | 771    | 2      | 1,6 GHz  | 6x    | 65 nm 291 mil. | 1,21 V  | 65 W | 1066 MHz | L1=2x64KB L2=4MB | Sì | Sì | No | Sì | Sì |
| Xeon DP 5120     | 26/giu/2006 | 771    | 2      | 1,86 GHz | 7x    | 65 nm 291 mil. | 1,21 V  | 65 W | 1066 MHz | L1=2x64KB L2=4MB | Sì | Sì | No | Sì | Sì |
| Xeon DP 5130     | 26/giu/2006 | 771    | 2      | 2 GHz    | 6x    | 65 nm 291 mil. | 1,21 V  | 65 W | 1333 MHz | L1=2x64KB L2=4MB | Sì | Sì | No | Sì | Sì |
| Xeon DP 5140     | 26/giu/2006 | 771    | 2      | 2,33 GHz | 7x    | 65 nm 291 mil. | 1,21 V  | 65 W | 1333 MHz | L1=2x64KB L2=4MB | Sì | Sì | No | Sì | Sì |
| Xeon DP 5148     | 26/giu/2006 | 771    | 2      | 2,33 GHz | 7x    | 65 nm 291 mil. | 1,21 V  | 40 W | 1333 MHz | L1=2x64KB L2=4MB | Sì | Sì | No | Sì | Sì |
| Xeon DP 5150     | 26/giu/2006 | 771    | 2      | 2,66 GHz | 8x    | 65 nm 291 mil. | 1,21 V  | 65 W | 1333 MHz | L1=2x64KB L2=4MB | Sì | Sì | No | Sì | Sì |
| Xeon DP 5160     | 26/giu/2006 | 771    | 2      | 3 GHz    | 9x    | 65 nm 291 mil. | 1,21 V  | 80 W | 1333 MHz | L1=2x64KB L2=4MB | Sì | Sì | No | Sì | Sì |
| Xeon DP 5128 LV  | 5/dic/2006  | 771    | 2      | 1,86 GHz | 7x    | 65 nm 291 mil. | 1,15 V  | 35 W | 1066 MHz | L1=2x64KB L2=4MB | Sì | Sì | No | Sì | Sì |
| Xeon DP 5138 LV  | 5/dic/2006  | 771    | 2      | 2 GHz    | 7,5x  | 65 nm 291 mil. | 1,15 V  | 40 W | 1066 MHz | L1=2x64KB L2=4MB | Sì | Sì | No | Sì | Sì |

Nota: la tabella soprastante è un estratto di quella completa contenuta nella pagina dello Xeon.

## Il successore
Non è semplicissimo individuare il successore di Woodcrest infatti, pochi mesi dopo il suo rilascio, venne presentato anche Clovertown (indicato come Xeon DP serie 53xx) che era in sostanza una versione a 4 core di Woodcrest realizzato unendo 2 core Woodcrest sullo stesso package mediante un approccio a Die Doppio ed era stato presentato a fine 2006. Non si trattava quindi di un vero e proprio successore, ma di un prodotto parallelo destinato agli utenti che necessitavano di ampia potenza di elaborazione. Il processore che può essere considerato più a buon diritto il successore di Woodcrest fu il primo Xeon DP prodotto a 45 nm indicato come Wolfdale DP (si trattava di una variante del core Wolfdale pensato per il settore desktop). Anche Wolfdale DP ebbe un proprio parallelo a 4 core, conosciuto come Harpertown.